# The Love Boat: A Valentine Voyage
The Love Boat: A Valentine Voyage  è un film tv trasmesso per la prima volta nel 12 febbraio 1990, diretto dal regista Ron Satlof.

## Trama
Il film, sulla scia della serie televisiva intitolata Love Boat è un film a parti, (composta da 3 episodi) racconta delle avventure dei passeggeri della nave da crociera durante il suo viaggio.